# یواس‌اس ریچموند (سی‌ال-۹)
یواس‌اس ریچموند (سی‌ال-۹) (به انگلیسی: USS Richmond (CL-9)) یک کشتی بود که طول آن ۵۵۵ فوت ۶ اینچ (۱۶۹٫۳۲ متر) بود. این کشتی در سال ۱۹۲۱ ساخته شد.